# Isaac de La-Peyrère
Isaac La Peyrère, o Pererius (1596-1676) fue un teólogo y mileniarista francés, formulador de la hipótesis preadamita.

## Vida
La Peyrère era abogado de profesión y un calvinista por crianza, aunque más tarde se convirtió al catolicismo.
La Peyrère se desempeñó como secretario del príncipe de Condé, bajo sus órdenes estuvo trabajando en una casa al sur de Holanda, donde conoció a la recientemente abdicada reina Cristina de Suecia. Se dice que, anónimamente, Christina financió su publicación sobre la hipótesis Pre-Adámica. Durante este tiempo, tanto Christina como La Peyrère se relacionaron con Menasseh Ben Israel, que más tarde fue invitado por Oliver Cromwell para negociar el reingreso de los judíos a Inglaterra. Menasseh se convirtió en un seguidor y creyente de la teoría de La Peyrère de que la segunda venida del Mesías era inminente. 
La Peyrère también argumentó que tal Mesías haría una alianza con el rey de Francia (es decir, el Príncipe de Condé, no Luis XIV de Francia) para liberar Tierra Santa, reconstruir el Templo y establecer un gobierno mundial bajo el mando del Mesías y el rey de Francia en calidad de regente. Desde entonces se ha podido comprobar que, de hecho,
"Condé, Cromwell y Christina estaban negociando y planeando crear un Estado teocrático  y político que abarcara el mundo entero, lo que implicaba el derrocamiento del rey católico de Francia, entre otras cosas".
La Peyrère fue influenciado por Thomas Hobbes y, a su vez, fue una influencia para Baruch Spinoza.

## Obras

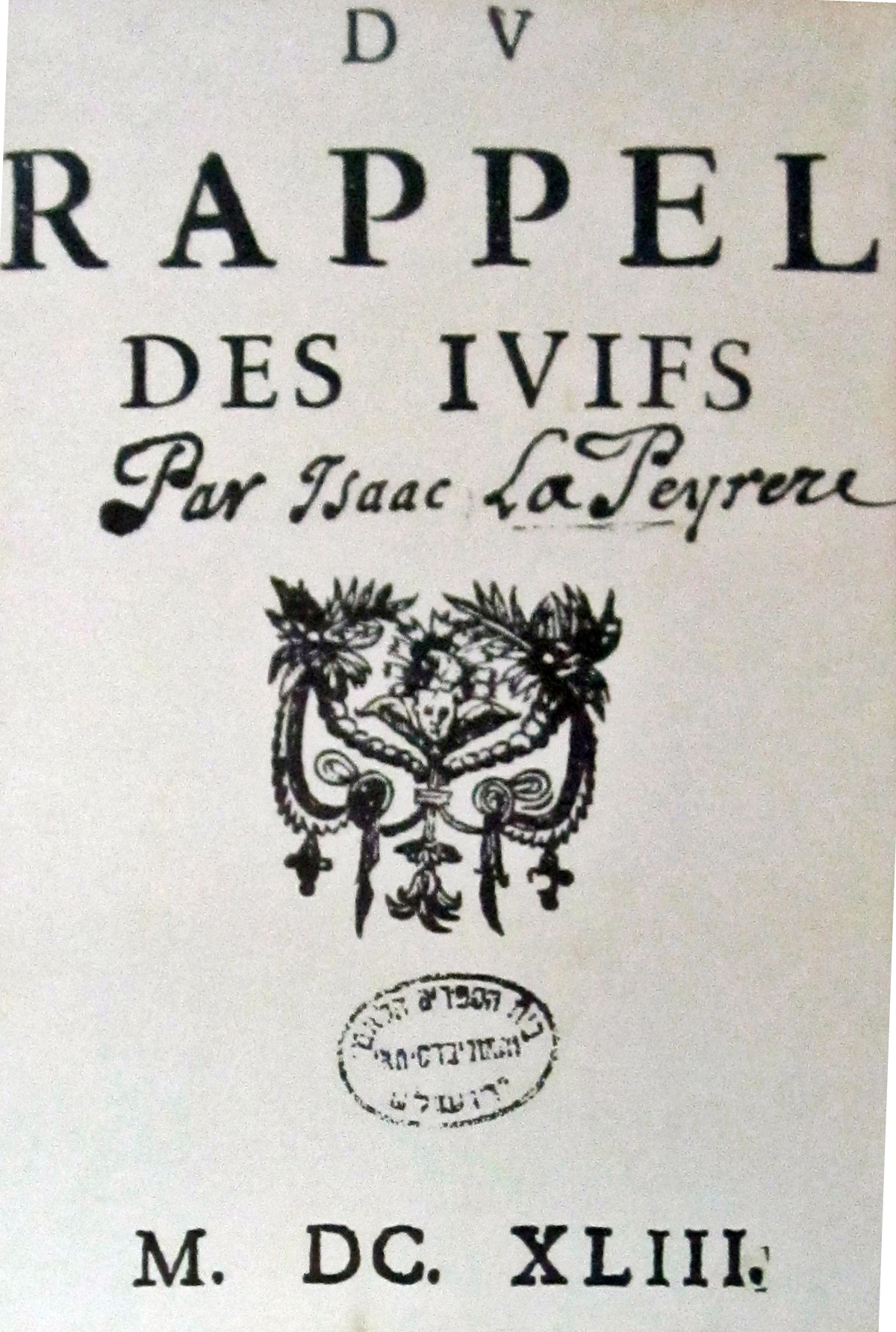
Du Rappel des Juifs por Isaac da la Peyrere

En su obra Prae-Adamitae, publicada en latín en 1655 y en inglés como Men Before Adam en 1656, La Peyrère argumentó que las palabras de Pablo en el Capítulo 5, versos 12-14 de su Epístola a los romanos debe interpretarse de tal manera que "si Adán pecó, en un sentido moralmente significativo, debía haber existido una ley, ya establecida antes de Adán, según la cual pecó. Si la ley fue quebrantada por Adán, tuvo que haber un mundo sin ley antes de que Adán pecara, y ese mundo era habitado por seres humanos. Por lo tanto, según La Peyrère se presentaron dos creaciones de Dios: primero la creación de los gentiles y luego la de Adán, el cual fue padre de los judíos. Para justificar la existencia de los pre-adamitas, La Peyrère argumentó que después del asesinato de Abel, que el Génesis narra, Caín tomó como esposa a una mujer que no era de la descendencia de Adán e inició la construcción de una ciudad. Esta teoría de los orígenes de la humanidad se convirtió en la base para las teorías que justificaban el racismo en el Nuevo Mundo, así como para algunas teorías de los siglos XVIII y XIX como el poligenismo y el racismo modernos.
Las primeras condenas del libro aparecen en 1655. El 16 de noviembre, el Consejo de Holanda y Zelandia lo consideró contrario a la palabra de Dios y peligroso para el Estado; en Namur, donde residía La Peyrère, el 25 de diciembre el obispo hizo condenar al autor en toda su diócesis «como calvinista y como judío». En 1656, después de una gran indignación de la sociedad por la publicación de la obra Prae-Adamitae, esta fue quemada públicamente en París y La Peyrère estuvo encarcelado brevemente por orden del arzobispo de Malinas, pero fue puesto en libertad después de que, supuestamente, se retractara de sus opiniones y se convirtiera al catolicismo en Roma en marzo de 1657 (en presencia del propio papa Alejandro VII, quien según La Peyrère lo recibió cordialmente diciendo «abrazad a este hombre que es anterior a Adán»).
En Europa, durante el siglo XIX, el concepto del poligenismo y la hipótesis preadámica se volvieron atractivas para aquellos que estaban decididos a demostrar la inferioridad de los pueblos no Occidentales. En los Estados Unidos la teoría Pre-Adámica estuvo en sintonía con estudiosos como Charles Caldwell, Josiah Clark Nott y Samuel George Morton, que se rehusaban a creer que las razas que no eran blancas fueran descendientes de Adán. Morton, por ejemplo,  combinó la hipótesis preadámica con medidas craneales para construir una teoría de diferencia racial y así apoyar la idea de una esclavitud justificada. 
Michael Barkun explica,
En tal atmósfera intelectual, la hipótesis preadámica apareció en dos formas diferentes, pero no del todo incompatibles. Los escritores religiosos continuaron siendo atraídos por la teoría, tanto porque parecía solucionar problemas exegéticos (¿de dónde provenía la esposa de Caín?) y porque exaltaba el estado espiritual de los descendientes de Adán. Los de una inclinación científica la hallaron igualmente atractiva, pero por razones diferentes, conectados con el deseo de formular teorías de la diferencia racial utilizaron la figura de Adán. Los otros, aceptaron la evidencia de que muchas culturas eran mucho más antiguas que aquello que la Biblia narra, de acuerdo con cronología bíblica. Las dos teorías difieren principalmente en las pruebas que utilizan, una confía principalmente en textos bíblicos y la otra confía en la antropología física.